# Francis Obikwelu
Francis Obiorah Obikwelu (født 22. november 1978 i Onitsha, Nigeria) er en nigeriansk født atletikudøver (sprinter), der nu stiller op for Portugal. Obikwelu har gennem sin karriere nået at vinde tre guld- og en sølvmedalje i EM-sammenhæng, en sølv og en bronzemedalje ved VM, samt en sølvmedalje i 100 meter løbet ved OL i Athen 2004.